# James Tolkan

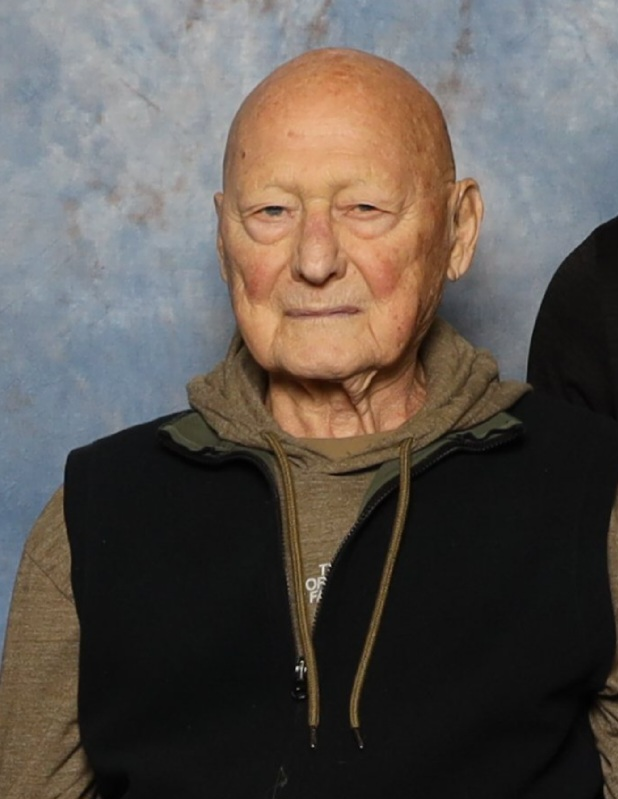
James Tolkan (2025)

James Stewart Tolkan (* 20. Juni 1931 in Calumet, Michigan) ist ein US-amerikanischer Schauspieler. Besonders häufig verkörpert er strenge Autoritätspersonen wie den Lehrer Mr. Strickland in der Filmreihe Zurück in die Zukunft.

## Leben
James S. Tolkan wurde in der Kleinstadt Calumet, Michigan, als Sohn des Viehhändlers Ralph M. Tolkan geboren. Nach einem Besuch der University of Iowa studierte er Schauspielerei bei Stella Adler in New York. Er arbeitete zunächst hauptsächlich als Theaterschauspieler und war unter anderem 1964 im Drama The Three Sisters zu sehen. Im Fernsehen war Tolkan ab den frühen 1960ern zu sehen, seinen ersten Film Stiletto drehte er im Jahre 1969.
Er etablierte sich in Nebenrollen vor allem als Darsteller von grimmigen und zynischen Charakteren. Oft verkörperte er strenge Autoritätsfiguren wie Armeeoffiziere, Vorgesetzte oder Strafrichter; gelegentlich mimte Tolkan aber auch Figuren von der anderen Seite des Gesetzes, etwa brutale Verbrecher. Der glatzköpfige Charakterdarsteller spielte unter anderem in Sidney Lumets Thriller Serpico (1973) über Polizeikorruption sowie als FBI-Agent im Science-Fiction-Film WarGames – Kriegsspiele (1983). 1975 war Tolkan in Woody Allens Satire Die letzte Nacht des Boris Gruschenko als Napoleon Bonaparte zu sehen.
Seine wohl bekannteste Rolle ist die des strengen Schuldirektors Mr. Strickland, die Tolkan in den ersten beiden Teilen von Zurück in die Zukunft verkörperte. Im abschließenden dritten Film spielte Tolkan die Rolle von Marshal Strickland, dem ebenfalls strengen Vorfahren von Mr. Strickland. Ferner spielte er in WarGames – Kriegsspiele (1983), als Tom Cruises Vorgesetzter Stinger in Top Gun – Sie fürchten weder Tod noch Teufel (1986) sowie in Masters of the Universe (1987) und Dick Tracy (1990). Daneben war Tolkan in zahlreichen Gastrollen in beliebten Fernsehserien zu sehen. Eine Fernseh-Hauptrolle hatte er 1985 als Gangster in der kurzlebigen Sitcom Mary mit Mary Tyler Moore. Seine aktuell letzte Rolle übernahm Tolkan 2015 als betrunkener Pianist im Western Bone Tomahawk.
James Tolkan ist seit 1971 mit Parmelee Welles verheiratet und lebt in New York.

## Filmografie (Auswahl)
- 1960: Gnadenlose Stadt (Naked City, Fernsehserie)
- 1962: Armstrong Circle Theatre (Fernsehserie)
- 1966: The Three Sisters (Fernsehfilm)
- 1969: Heiße Spuren (N.Y.P.D., Fernsehserie)
- 1969: Stiletto
- 1971: Der verkehrte Sherlock Holmes (They Might Be Giants)
- 1973: Die Freunde von Eddie Coyle / Der V-Mann (The Friends of Eddie Coyle)
- 1973: Der Werwolf von Washington (The Werewolf of Washington)
- 1973: Serpico
- 1975: Die letzte Nacht des Boris Gruschenko (Love and Death)
- 1976: Independence (Kurzfilm)
- 1979: Amityville Horror (The Amityville Horror)
- 1981: Wolfen
- 1981: Prince of the City
- 1982: Der Geisterflieger / Der Geisterflieger Hanky Panky (Hanky Panky)
- 1982: Daddy! Daddy! Fünf Nervensägen und ein Vater (Author! Author!)
- 1983: Wings (TV-Kurzfilm)
- 1983: WarGames – Kriegsspiele (WarGames)
- 1983: Alpträume (Nightmares, Stimme)
- 1984: Rückkehr aus einer anderen Welt (Iceman)
- 1984: Menschen am Fluß (The River)
- 1985: Das Schlitzohr (Turk 182!)
- 1985: Polizeirevier Hill Street (Hill Street Blues, Fernsehserie)
- 1985: Zurück in die Zukunft (Back to the Future)
- 1985: Mauern aus Glas (Walls of Glass)
- 1985–1986: Mary (Fernsehserie, 13 Folgen)
- 1986: Off Beat – Laßt die Bullen tanzen (Off Beat)
- 1986: Top Gun – Sie fürchten weder Tod noch Teufel (Top Gun)
- 1986: Zwei unter Volldampf (Armed and Dangerous)
- 1986: Die Abenteuer der 5 kleinen Spione (Little Spies, Fernsehfilm)
- 1985–1987: Remington Steele (Fernsehserie, 5 Folgen)
- 1987: Masters of the Universe
- 1987: Miami Vice (Fernsehserie, 1 Folge)
- 1987: Made in Heaven
- 1988: Weekend War (Fernsehfilm)
- 1988: Codename Viper (Viper)
- 1988: Im Zweifel für das Leben (Leap of Faith, Fernsehfilm)
- 1988: Sein letzter Kampf / Last Fight / Kid Glove’s last Fight (Split Decisions)
- 1989: Der Equalizer (The Equalizer, Fernsehserie)
- 1989: Die Würger von Hillside (The Case of the Hillside Stranglers, Fernsehfilm)
- 1989: True Blood
- 1989: Mein Partner mit dem zweiten Blick (Second Sight)
- 1989: Zurück in die Zukunft II (Back to the Future Part II)
- 1989: Helden USA IV – Zurück im Libanon (Ministry of Vengeance)
- 1989: Family Business
- 1990: Die Unglücksritter (Opportunity Knocks)
- 1990: Sunset Beat – Die Undercover-Cops (Sunset Beat, Fernsehfilm)
- 1990: Sunset Beat – Die Undercover Cops (Sunset Beat, Fernsehserie)
- 1990: Zurück in die Zukunft III (Back to the Future Part III)
- 1990: Dick Tracy
- 1990: Der Prinz von Bel-Air (The Fresh Prince of Bel-Air, Fernsehserie)
- 1991: Hangfire
- 1991: Trabbi goes to Hollywood (Driving Me Crazy)
- 1991: Geschichten aus der Gruft (Tales from the Crypt, Fernsehserie)
- 1991: Ein Satansbraten kommt selten allein (Problem Child 2)
- 1992: Tequila und Bonetti (Fernsehserie)
- 1992: Colors of Crime (Sketch Artist, Fernsehfilm)
- 1992: The Hat Squad (Fernsehserie)
- 1992: Bloodfist 4 – Deadly Dragon (Bloodfist IV: Die Trying)
- 1993: Wunderbare Jahre (The Wonder Years, Fernsehserie)
- 1993: Boiling Point – Die Bombe tickt (Boiling Point)
- 1994: River of Stone
- 1993–1994: Cobra (Fernsehserie)
- 1994: Von Eifersucht besessen (Beyond Betrayal, Fernsehfilm)
- 1995: Angriff aus dem Dunkel / Das Porträt des Killers (Sketch Artist II: Hands That See, Fernsehfilm)
- 1996: Nowhere Man – Ohne Identität! (Nowhere Man, Fernsehserie, Episode 14)
- 1996: Vatertag – Ein guter Tag zum Sterben (Underworld)
- 1996: Robo Adventure – Rettet die Erde / Robo Warriors – Die Schlacht der Kampfgiganten (Robo Warriors)
- 1996: Allein gegen die Zukunft (Early Edition, Fernsehserie)
- 1997: Love in Ambush (Fernsehfilm)
- 1997: Pretender (Fernsehserie)
- 2001–2002: A Nero Wolfe Mystery (Fernsehserie, 21 Folgen)
- 2004: Seven Times Lucky
- 2006: Heavens Fall
- 2013: Der Fall Phil Spector (Phil Spector, Fernsehfilm)
- 2015: Bone Tomahawk